# Esponente di Ljapunov
Nella teoria dei sistemi dinamici, un esponente di Ljapunov di un sistema dinamico (deterministico) in un punto nello spazio delle fasi fornisce una misura di quanto sensibilmente le orbite del sistema sono dipendenti dai dati iniziali, caratterizzando la presenza di dinamiche caotiche. Gli esponenti di Ljapunov misurano in particolare la velocità media di allontanamento di due orbite infinitesimamente vicine per tempi sufficientemente lunghi.
Ad un punto nello spazio delle fasi sono associati un numero di esponenti di Ljapunov pari alla dimensione dello spazio; se l'esponente di Ljapunov massimo è {\displaystyle \lambda }, e se la distanza {\displaystyle \delta \mathbf {Z} _{0}} tra le orbite è abbastanza piccola, allora il vettore {\displaystyle \delta \mathbf {Z} _{0}} ha un'evoluzione nel tempo (tasso di separazione delle due orbite) che per tempi {\displaystyle t} grandi è data approssimativamente da:
{\displaystyle |\delta \mathbf {Z} (t)|\approx Ce^{\lambda t}|\delta \mathbf {Z} _{0}|}
Se {\displaystyle \lambda } è positivo allora il sistema presenta una dipendenza sensibile dai dati iniziali (in modo esponenziale), ed è quindi un sistema caotico. Il momento in cui un sistema diventa caotico è dato dal reciproco di {\displaystyle \lambda }, ed è detto tempo caratteristico o tempo di Ljapunov del sistema. Esso rappresenta il limite di predicibilità del sistema.

## Mappe unidimensionali
Sia {\displaystyle I\subset \mathbb {R} } e {\displaystyle T:I\rightarrow I} una funzione derivabile, e si consideri il sistema dinamico discreto dato dall'iterazione della mappa {\displaystyle T}. Si definisce l'esponente di Ljapunov del punto {\displaystyle x_{0}}, ovvero dell'orbita {\displaystyle \{x_{0},x_{1},...,x_{n},...\}}, come:
{\displaystyle \lambda (x_{0}):=\lim _{n\rightarrow \infty }{\frac {1}{n}}\sum _{k=0}^{n-1}\log |T'(x_{k})|}
o equivalentemente come:
{\displaystyle \lambda (x_{0}):=\lim _{n\rightarrow \infty }{\frac {1}{n}}\log \left|{\frac {d}{dx}}T^{n}(x_{0})\right|}
ove il limite esiste.
Per motivare questa definizione si può osservare in primo luogo che la derivata di {\displaystyle T} in un punto {\displaystyle x_{0}} fornisce la velocità con cui i punti vicini a {\displaystyle x_{0}} si sono allontanati dopo una iterazione: se la distanza iniziale tra due punti vicini a {\displaystyle x_{0}} è {\displaystyle \delta }, dopo l'applicazione di {\displaystyle T} questa diventa {\displaystyle \delta |T^{\prime }(x_{0})|}, ovvero {\displaystyle \delta e^{\log |T'(x_{0})|}}. Inoltre, il prodotto {\displaystyle |T^{\prime }(x_{0})|\cdots |T^{\prime }(x_{n})|}
fornisce la derivata dell'iterazione {\displaystyle T^{n}} nel punto {\displaystyle x_{0}}, da cui si ha la velocità con cui i punti vicini a {\displaystyle x_{0}} si sono allontanati dopo {\displaystyle n} iterazioni. Più precisamente, se la distanza iniziale tra due punti vicini a {\displaystyle x_{0}} è {\displaystyle \delta }, dopo l'applicazione di {\displaystyle T^{n}} questa diventa {\displaystyle \delta |T^{\prime }(x_{1})|\cdots |T^{\prime }(x_{n})|}, ovvero:
{\displaystyle \delta e^{\log(|T'(x_{0})|\cdots |T'(x_{n})|)}=\delta e^{\log |T'(x_{0})|+...+\log |T'(x_{n})|}}
che si può scrivere (tenendo presente il discorso iniziale ed il fatto che il tempo che stiamo considerando è {\displaystyle n}) come:
{\displaystyle \delta e^{n{\frac {\log |T'(x_{0})|+...+\log |T'(x_{n})|}{n}}}}
Da queste osservazioni si conclude che se esiste il limite {\displaystyle \lambda (x_{0})} per la quantità:
{\displaystyle {\frac {\log |T'(x_{0})|+...+\log |T'(x_{n})|}{n}}}
allora per tempi {\displaystyle n} molto lunghi si ha che la distanza tra due orbite vicine a {\displaystyle x_{0}} è cresciuta con un fattore moltiplicativo approssimativamente uguale a {\displaystyle e^{\lambda (x_{0})n}}.

## Mappe multidimensionali
Per una mappa {\displaystyle f:\mathbb {R} ^{m}\longrightarrow \mathbb {R} ^{m}} differenziabile ed una sua orbita si possono definire {\displaystyle m} esponenti di Ljapunov {\displaystyle \lambda _{1},...,\lambda _{m}} che misurano la velocità di separazione dall'orbita in {\displaystyle m} direzioni ortogonali in modo che lungo la direzione {\displaystyle i}-esima le distanze tra punti vicini all'orbita evolveranno come {\displaystyle \delta _{0}e^{\lambda _{i}n}} per {\displaystyle n} grandi. La prima direzione sarà quella in cui tale velocità è massima, la seconda sarà scelta come quella di velocità massima nell'insieme delle direzioni ortogonali alla prima, e così via. Nelle direzioni che sono combinazioni lineari di due direzioni associate ad esponenti di Ljapunov diversi la velocità di separazione è stabilita dall'esponente di Ljapunov più grande.
Si definisce l'esponente di Ljapunov associato ad un punto {\displaystyle x_{0}} e ad una direzione {\displaystyle v} come la velocità di separazione media di un punto {\displaystyle x} vicino a {\displaystyle x_{0}} tale che il vettore congiungente {\displaystyle x-x_{0}} ha la direzione {\displaystyle v}. Dopo {\displaystyle n} iterazioni la distanza tra {\displaystyle F^{n}(x)} e {\displaystyle F^{n}(x_{0})} che originariamente era {\displaystyle \left\|x-x_{0}\right\|} è diventata circa {\displaystyle \left\|DF^{n}(x_{0})(x-x_{0})\right\|}, il tasso di crescita medio per ogni passo è dato da:
{\displaystyle \left({\frac {\left\|DF^{n}(x_{0})(x-x_{0})\right\|}{\left\|x-x_{0}\right\|}}\right)^{\frac {1}{n}}=\left\|DF^{n}(x_{0})v\right\|^{\frac {1}{n}}}
dove {\displaystyle v} è il vettore unitario di direzione {\displaystyle (x-x_{0})}. Se si considera il logaritmo:
{\displaystyle L=\log \left\|DF^{n}(x_{0})v\right\|^{\frac {1}{n}}={\frac {1}{n}}\log \left\|DF^{n}(x_{0})v\right\|}
si può dire che il sistema si è evoluto in modo che la distanza iniziale {\displaystyle \delta _{0}} è diventata {\displaystyle \delta _{0}e^{nL}}. Tuttavia si è fatta la media su un numero finito di passi, se si considera l'intera traiettoria si può definire l'esponente di Ljapunov di {\displaystyle x_{0}} nella direzione {\displaystyle v} come il tasso di crescita esponenziale medio nel seguente modo:
{\displaystyle \lambda (x_{0},v):=\lim _{n\to \infty }{\frac {1}{n}}\log \left\|DF^{n}(x_{0})v\right\|}
Da questa definizione si deduce che se il vettore congiungente ha la direzione {\displaystyle v} allora la distanza {\displaystyle \left\|x-x_{0}\right\|} si evolve come {\displaystyle Ce^{n\lambda (x_{0},v)}} per {\displaystyle n} grandi.
Per valutare quanto il valore di {\displaystyle \lambda } possa variare se si considerano direzioni diverse, si dimostra che {\displaystyle \lambda } può assumere al più un numero di valori pari alla dimensione {\displaystyle m} dello spazio e che per quasi tutti i punti dello spazio assume lo stesso valore: il valore massimo.

## Esempio
Nel seguito si mostra un caso in cui l'approssimazione lineare di {\displaystyle F} rimane sempre la stessa. Si consideri il sistema dinamico discreto dato dall'iterazione della mappa {\displaystyle F(x):=Ax} con {\displaystyle A} matrice {\displaystyle m\times m} dotata di {\displaystyle m} autovalori {\displaystyle 0\leq \lambda _{1}\leq \lambda _{2}\leq ...\leq \lambda _{m}}. Al passo n-esimo si ha che {\displaystyle F^{n}(x)-F^{n}(x_{0})\sim A^{n}(x-x_{0})}, quindi la distanza iniziale {\displaystyle \delta _{0}=\left\|x-x_{0}\right\|} è diventata {\displaystyle \left\|A^{n}(x-x_{0})\right\|}. Se il vettore {\displaystyle (x-x_{0})} è nell'autospazio associato a {\displaystyle \lambda _{k}} allora:
{\displaystyle \left\|A^{n}(x-x_{0})\right\|=|\lambda _{k}|^{n}\left\|x-x_{0}\right\|=\delta _{0}e^{n\log |\lambda _{k}|}}
Se il vettore {\displaystyle (x-x_{0})} ha una componente non nulla nell'autospazio associato a {\displaystyle \lambda _{m}} (che è il massimo degli autovalori per come li abbiamo numerati), allora si può esprimere {\displaystyle (x-x_{0})} come combinazione lineare:
{\displaystyle x-x_{0}=a_{1}v_{1}+...+a_{m}v_{m}} con {\displaystyle a_{m}\neq 0}
dove {\displaystyle v_{1},...,v_{m}} è una base ortonormale di autovettori (si assume per semplicità che esista tale base). Dunque:
{\displaystyle A^{n}(x-x_{0})=\lambda _{1}^{n}a_{1}v_{1}+\lambda _{2}^{n}a_{2}v_{2}+...+\lambda _{m}^{n}a_{m}v_{m}=}
{\displaystyle =\lambda _{m}^{n}\left(\left({\frac {\lambda _{1}}{\lambda _{m}}}\right)^{n}a_{1}v_{1}+\left({\frac {\lambda _{2}}{\lambda _{m}}}\right)^{n}a_{2}v_{2}+...+\left({\frac {\lambda _{m-1}}{\lambda _{m}}}\right)^{n}a_{m-1}v_{m-1}+a_{m}v_{m}\right)}
Per avere un'idea di quale è il fattore medio di espansione per ogni passo si può calcolare il limite della media geometrica:
{\displaystyle \lim _{n\to \infty }\left({\frac {\left\|A^{n}(x-x_{0})\right\|}{\left\|x-x_{0}\right\|}}\right)^{1\left/n\right.}}
che dai calcoli precedenti risulta del resto uguale a {\displaystyle \left|\lambda _{m}\right|}. Quindi la distanza {\displaystyle \left\|x-x_{0}\right\|} evolverà per tempi lunghi come {\displaystyle C|\lambda _{m}|^{n}=Ce^{n\log |\lambda _{m}|}}. Questo significa che tutti i punti {\displaystyle x} vicini a {\displaystyle x_{0}} per i quali il vettore congiungente {\displaystyle (x-x_{0})} ha una componente non nulla lungo {\displaystyle v_{m}} hanno una velocità asintotica media di separazione (o avvicinamento) da {\displaystyle x_{0}} determinata unicamente dal massimo degli autovalori di {\displaystyle A}.
Il calcolo dell'esponente di Ljapunov sulla base delle relazioni stabilite sopra fornisce infatti:
{\displaystyle \lim _{n\to \infty }{\frac {1}{n}}\log \left\|A^{n}{\frac {x-x_{0}}{\left\|x-x_{0}\right\|}}\right\|=\lim _{n\to \infty }{\frac {1}{n}}\log \left\|A^{n}(x-x_{0})\right\|-{\frac {1}{n}}\log \left\|x-x_{0}\right\|=\log |\lambda _{m}|}
Con un discorso analogo si può dimostrare che se il vettore congiungente {\displaystyle x-x_{0}} è ortogonale all'autospazio relativo all'autovalore massimo ma ha una componente non nulla rispetto al secondo autovalore più grande {\displaystyle \lambda _{m-1}} allora l'esponente di Ljapunov associato a tale direzione è {\displaystyle \log |\lambda _{m-1}|}. Più in generale, l'esponente di Ljapunov in {\displaystyle x_{0}} lungo la direzione {\displaystyle v} è dato dal logaritmo del massimo autovalore {\displaystyle \lambda _{k}} associato ad un autovettore rispetto al quale {\displaystyle v} non è ortogonale.
Per visualizzare intuitivamente il concetto si può considerare una sfera infinitesima attorno al punto {\displaystyle p} di un'orbita: questa dopo ogni iterazione della mappa {\displaystyle F} viene deformata in un ellissoide ottenuto come immagine della sfera mediante l'applicazione lineare data dalla matrice jacobiana {\displaystyle D(f^{n})(p)}. L'ellissoide fornisce informazioni sul comportamento locale della mappa in particolare sulle direzioni in cui questa contrae o espande maggiormente lo spazio. Di questo ellissoide si possono individuare gli assi principali che corrispondono alle direzioni di contrazione o espansione. Tuttavia, ad ogni iterazione la trasformazione lineare è diversa, e così anche gli autovettori e gli autovalori e quindi gli assi e la forma dell'ellissoide. Il teorema di Oseledec assicura che per quasi ogni punto l'azione delle trasformazioni lineari date dai differenziali {\displaystyle DF(x_{n})}, calcolati lungo la traiettoria, in media tende asintoticamente ad essere equivalente all'azione di una stessa matrice con {\displaystyle m} autovalori i cui logaritmi danno gli esponenti di Ljapunov e i cui autovettori danno le direzioni di espansione e contrazione corrispondenti agli assi di un ellissoide "medio".